# 踏歌
踏歌（とうか/あらればしり）とは、多数の人が足で地面を踏みならし、列を作り行進して歌い躍る、古代の群集舞踏。蹈歌、阿良礼走り、霰走りとも表記される。

## 概要
元は隋・唐の民間行事で、正月上元の夜の観燈会で行われたもので、長安の安福門で行われていた。渡来人によって伝えられ、日本古来の歌垣とともに流行している。『釈日本紀』によると、歌の終りに、「万年（よろずよ）阿良礼（あられ）」という囃子詞が唱えられることもあり、その踊りの所作もあって、「あらればしり」とも呼ばれた。これは、「万年に生命あられよ」の意味で、「はしり」は「踊躍」の意味である。
『日本書紀』巻第三十によると、持統天皇7年（693年）正月に、天皇が京師の男女の80歳以上の者や、困窮している者に布を与え、船瀬（波止場）の沙門である法鏡に水田3町を与えたとあり、この日に漢人たちが踏歌を奏した、と記されている。当初は漢人や唐人が奏し、天平2年（730年）に、聖武天皇が大安殿に出御して5位以上の官人を宴に招き、夕暮れには皇后宮に移ったのだが、百官の主典以上の人々が天皇に付き従い、踏歌をしつつ皇后宮に向かった、とある。天平14年にも天皇は大安殿で臣下と宴会をし、酒宴が盛り上がった頃、五節田舞に行われる農事の舞を奏した後、少年・少女に「踏歌」させた、ともあり、日本化の兆しが見えてくる。天平宝字3年（759年）には、渤海大使をもてなすため、朝堂で饗応を行い、舞台で女人による楽を演じさせ、内教坊の女性が踏歌を舞った、ともある。この頃から、内教坊が中心になって掌り、それに百官や蕃客が加わっている。
踏歌は男女混合で夜間に行われ、濫行のために天平神護2年（766年）には禁令が出されたこともあったが、宮廷に入ってからは朝儀にも加えられ、8世紀には天皇出御のもと、踏歌節会として正月16日が定められている。延暦14年、桓武天皇は侍臣と宴会を催した際に、踏歌を奏し、遷都したばかりの平安京をたたえる詩を詠んでいる。
踏歌は上記のように群臣が行うもののほかに、内教坊が中心になって、舞妓40人が紫宸殿の南庭で万歳楽や地久楽を歌いながら練り歩くものがあり、これを女踏歌ともいう。さらに平安時代中期以降、延喜3年（903年）正月14日に男踏歌の日が設けられ、清涼殿の前で天皇に祝詞を述べ、歌曲を奏し、16日の女踏歌と並行して行われるのが通例となった。『内裏式』・『貞観儀式』によると、節会では踏歌の前に吉野国栖の歌笛、大歌と立歌があり、蕃客のある時は雅楽寮の奏楽と客徒の国楽が行われた、とあり。『西宮記』・『北山抄』によると、吉野国栖の風俗と雅楽寮の奏楽があったようである。
踏歌節会は大同2年（807年）に停止されたが、ほどなくして群臣踏歌を除いて女踏歌のみ再開された。室町時代後期に一時廃絶し、江戸時代に復興して明治時代初年まで続けられた。男踏歌の方は永観元年（983年）を最後に廃絶し、熱田神宮や住吉大社の踏歌神事に遺風が残されている。
『類聚国史』・『河海抄』などによると、歌詞は漢詩、あるいは催馬楽の「竹河」「此殿」「我家」などや朗詠の歌詞を用いたことが知られている。
宮中以外では、上述の熱田神宮や住吉大社のほかに、民間や興福寺や賀茂神社末社大田社などで行われ、楽器演奏を入れるなどの独自の演出が行われている。

## 関係項目
- 歌垣